# Bobby Hackett
Bobby Hackett (Providence (Rhode Island), 31 de gener de 1915 – Chatham (Massachusetts), 7 de juny de 1976) fou un músic de jazz estatunidenc, instrumentista de trompeta, corneta i guitarra.
Estudià música en l'escola, on aprengué a tocar el violí, la corneta i la guitarra. El 1929 debutà professionalment amb la guitarra, i completà la seva formació musical participant en diverses orquestres locals. Influenciat pel corneta Bix Beiderbecke, perfeccionà la tècnica interpretativa d'aquest instrument i formà el seu propi grup el 1936. El 1938 es traslladà a Nova York i enregistrà el seu primer disc amb la firma Okeh Records. Iniciant-se com a músic d'estudi, tocà en diverses sessions de gravació com artista invitat i participà com a solista en programes de ràdio (Young man with a horn) i TV (el show de Jackie Gleason), convertint-se en una figura popular. Al llarg de la seva trajectòria professional actuà a Nova York i Los Angeles amb músics com Joe Marsala i Artie Shaw, enregistrant amb aquest últim la música de la pel·lícula Second chorus (1940).
Durant la dècada de 1950 compaginà les actuacions en directe amb un quintet en clubs nocturns amb la direcció de l'orquestra del Henry Hudson Hotel, de Nova York, i també amb la gravació de discs. Com a solista formà part de prestigioses orquestres: Glenn Miller (1941-1942), Benny Goodman (1962-1963) i Ray McKinley (1964), i el 1965 acompanyà al cantant Tonny Bennet en els locals més concorreguts per músics de jazz de Nova York.
De la seva extensa discografia cal destacar: Embraceable you (1939); Somebody loves me (1944); What a difference a day made (1950); New Orleans (1955); You stepped out of a dream (1970).